# Alexis Nicolás Castro
Alexis Nicolás Castro (Mina Clavero, 23 gennaio 1984) è un ex calciatore argentino, di ruolo centrocampista.

## Caratteristiche tecniche
È un trequartista.

## Palmarès
- Primera B Nacional: 1

Atlético de Rafaela: 2010-2011